# Suicide Squad: Hell to Pay
Suicide Squad: Hell to Pay é um filme animado produzido pela Warner Bros Animation e distribuído pela Warner Bros Home Entertainment. O filme é dirigido por Sam Liu e tem roteiro de Alan Burnett. É o 10º filme da Universo de Filmes Animados da DC e é o primeiro deste universo a ser baseado no grupo Esquadrão Suicida, e sendo assim não possui nenhuma relação com Batman: Ataque ao Arkham, que é situado no universo de Batman: Arkham. Entre o elenco há Christian Slater como Pistoleiro, Tara Strong como Arlequina, Vanessa Williams como Amanda Waller e C. Thomas Howell interpretando novamente Eobard Thawne. O filme foi lançado digitalmente em 27 de Março de 2018 e está programado para ser lançado em DVD e Blu-ray em 10 de abril de 2018.

## Enredo
Amanda Waller envia o Pistoleiro, Conde Vertigo e Arraia Negra para assassinar Tobias Baleia por tê-la enganado e roubado um pendrive com informações sigilosas. Apesar de eles conseguirem cumprir a missão, Vertigo pega para si o pendrive, planejando usá-lo para vantagem própria. Através do comunicador do Pistoleiro, Amanda ouve a conversa entre ele e Vertigo e ativa a micro bomba localizada no pescoço de Vertigo, matando-o.
Algum tempo depois, após ser diagnosticada com câncer em estado terminal, Waller coloca o Pistoleiro, Arlequina, Capitão Bumerangue, Cobra Venenosa, Nevasca e Tigre de Bronze para encontrar um homem chamado Maxum Steel para que ele os dê um misterioso cartão místico. Ao encontrá-lo em um clube de striptease, eles enfrentam o Professor Zoom, Banshee Prateada e Blockbuster, que também estão atrás do cartão. Depois que eles o salvam, Maxum revela que ele antes era o Senhor Destino e explica que o cartão que eles estão procurando permite ao usuário poder escapar do Inferno e ir direto para o Céu, mas pode ser usado apenas uma vez. Devido à sua irresponsabilidade, o cartão foi roubado pelo Escândalo e Nocaute, fazendo com que ele perdesse o direito de ser o Sr. Destino. O Esquadrão o abandona na estrada e vai procurar por Vandal Savage. Maxum é preso por um policial por atentado ao pudor, mas é abordado por Zoom.
Depois de encontrarem Escândalo e a Nocaute, eles conseguem roubar o cartão, mas eles são interrompidos por Vandal Savage e seus homens. Durante a briga, Nocaute é fatalmente baleada por Vandal Savage e os seus homens. Sem outra escolha, Pistoleiro dá a Vandal o cartão para que ele o Esquadrão possam escapar. Logo em seguida, Zoom chega e consegue colocar um rastreador na nave de Vandal. Enquanto o Esquadrão faz uma pausa, Pistoleiro tenta ver sua filha, mas não a encontra e acaba entrando em uma luta brutal contra o Tigre de Bronze, que desaprovou a atitude do Pistoleiro de abandonar a missão para ir ver a filha dele. Durante a luta, o Tigre revela que após ter enfrentado a Liga dos Assassinos; sua noiva foi assassinada por Slade. Por conta do ocorrido, Amanda retira o Pistoleiro da posição de líder do Esquadrão e coloca o Tigre como novo líder e eles continuam indo atrás de Savage. Após eles fazerem uma parada para tomar o café da manhã, Nevasca é sequestrada por Zoom e seus comparsas. O Pistoleiro tenta persegui-los, mas não consegue. Depois de encontrar um local seguro, Zoom propõe a Nevasca que eles se unam e como prova de confiança ele usa seu poder de vibração molecular para remover a micro bomba do pescoço dela. Como a micro bomba possui um rastreador, o Esquadrão encontra o local onde Nevasca supostamente está, mas logo descobrem que é uma armadilha pois a micro bomba estava presa a uma outra bomba. A casa explode com o Esquadrão conseguindo escapar, mas Tigre acaba sendo atingido e fica gravemente ferido, o que faz com que o Pistoleiro reassuma a sua posição de líder.
Sendo obrigados a deixar o Tigre no veículo em que estão por ordens da Waller, o Esquadrão segue para o esconderijo de Vandal, o qual eles localizaram graças à informação que Escândalo os forneceu como forma de se vingar de seu pai. Sabendo que eles viriam, Savage arma uma emboscada para eles e revela que usou os serviços do Professor Porco para costurar o cartão em seu peito, pois ele teme que não tenha mais o dom da imortalidade. Zoom invade o local com seu grupo e consegue nocautear Vandal. Usando os poderes da Nevasca para deixar o corpo de Vandal em uma temperatura que irá estabilizar os seus batimentos cardíacos, Zoom usa seus poderes para retirar o cartão do peito de Vandal, matando-o no processo. Enquanto Amanda e seus homens estão a caminho, Zoom revela que ele foi baleado na cabeça pelo Batman de uma outra linha do tempo, mas conseguiu manter-se vivo vibrando o seu cérebro. Isso fez com que ele ficasse lento por estar a sua ligação com a força de aceleração para se manter vivo enquanto a sua própria vida está lentamente se esvaindo. Nevasca mata os comparsas de Zoom e o congela, conseguindo roubar o cartão dele. Cobra Venenosa a ataca e durante a luta Amanda ativa micro bomba de Cobra, matando ele e Nevasca.
Bumerangue consegue roubar o cartão, mas é detido pelo Tigre. Zoom o enfrenta, ferindo-o brutalmente. Quando o Pistoleiro chega, ele o ameaça, dizendo que se o matá-lo isso só irá facilitar a sua entrada para o Céu. Usando um punhal, o qual Zoom havia usado para atacá-lo, o Tigre lança o objeto na direção de Zoom, decepando os dedos. Após o cartão cair no chão, o Pistoleiro mata Zoom, enquanto que o Zoom do passado é morto pelo Batman. Com Tigre morrendo, o Pistoleiro decide dar a ele o cartão, testemunhando a alma dele indo para o céu.
Ele entrega o cartão para Amanda, omitindo o fato de que foi usado. Como ele havia feito um acordo com ela de poder sair livre por 10 anos, o Pistoleiro deixa o Esquadrão e se encontra com a sua filha.